# Röd
Röd (em sueco:  vermelho) é o oitavo álbum de estúdio da banda sueca Kent. Lançado em 6 de novembro de 2009, o álbum foi gravado entre 2008 e 2009 em Nova Iorque, Hansa studios em Berlim, Psykbunkern/Park Studio e na Igreja Hyltinge na Suécia e foi produzido por Jon "Joshua" Schumann, que trabalhou também no álbum anterior da banda.
Röd está disponível em edições "standard" e "deluxe". A caixa da edição deluxe inclui um CD com 11 faixas, um pen drive com arquivos MP3 em alta-qualidade, três discos de vinil e um livro com 118 páginas.
| Críticas profissionais                                                      | Críticas profissionais |
| Avaliações da crítica                                                       | Avaliações da crítica  |
| Fonte                                                                       | Avaliação              |
| --------------------------------------------------------------------------- | ---------------------- |
| Aftonbladet                                                                 | [ 4 ]                  |
| Metro                                                                       | [ 5 ]                  |
| Svenska Dagbladet                                                           | [ 6 ]                  |
| Esta tabela precisa de ser acompanhada por texto em prosa. Consulte o guia. |                        |

## Faixas
1. "18:29-4"
2. "Taxmannen"
3. "Krossa allt"
4. "Hjärta"
5. "Sjukhus"
6. "Vals för Satan (din vän pessimisten)"
7. "Idioter"
8. "Svarta linjer"
9. "Ensamheten"
10. "Töntarna"
11. "Det finns inga ord"

## Singles
- "Töntarna" (2009-out-05)